# Variantes du xiangqi
De nombreuses variantes du xiangqi ont été développées au cours des siècles. Quelques-unes de ces variantes sont encore jouées régulièrement, bien qu'aucune ne soit aussi populaire que le xiangqi lui-même.

## Variantes à deux joueurs
- Congo (en), inventé par Demian Freeling ;
- Les échecs Mandchous (en), inventés par les Bannermen pendant la dynastie Qing ;
- Le Cờ úp (vi), où la disposition initiale des pièces est inconnue des deux joueurs ;
- Le janggi, bien que considéré comme un jeu à part, peut être considéré comme une variante du xiangqi par la proximité de ses règles.

## Variantes à trois joueurs
- Jeu des Trois Amis (en) ;
- Jeu des Trois Royaumes (en).

## Variantes à sept joueurs
- Jeu des Sept Royaumes (en) (七国象棋), inventé par Sima Guang.

## Voir également